# 東蘭路駅
座標: 北緯31度9分24.8秒 東経121度23分14.3秒 / 北緯31.156889度 東経121.387306度
東蘭路駅（とうらんろえき）は、中華人民共和国上海市閔行区東蘭路万源路に位置する上海地下鉄12号線の駅。

## 駅構造
- 島式ホーム1面2線の地下駅。ホームドア設置。

## 歴史
- 2015年12月19日 - 12号線開業。

## 隣の駅
上海地下鉄
■12号線
顧戴路駅 - 東蘭路駅 - 虹梅路駅